# Царьок Олександр Миколайович
Олекса́ндр Микола́йович Царьо́к (* 2 січня 1959, м. Васильків (за іншими даними смт Калинівка, ще за іншими даними с. Серебрія), Васильківський район, Київська область, УРСР — † 20 лютого 2014, Київ, Україна) — захисник першої сотні оборони Майдану. Герой України.

## Життєпис
Закінчив Серебрійську початкову школу в 1970 році. Згодом навчався у Серединській середній школі. Закінчив Білоцерківський будівельний технікум. Мешкав у місті Васильків Київської області. Деякий час працював у Васильківській друкарні, після звільнення зайнявся ландшафтним дизайном, озелененням ділянок, створенням декоративних басейнів та водоспадів. Дуже любив квіти. Його хобі — садівництво, постійно вдома садив саджанці, прищеплював дерева, обрізав, доглядав. Також займався бджільництвом. Разом із дружиною Валентиною виховали п’ятеро дітей: трьох синів і двох дочок.

## На Майдані

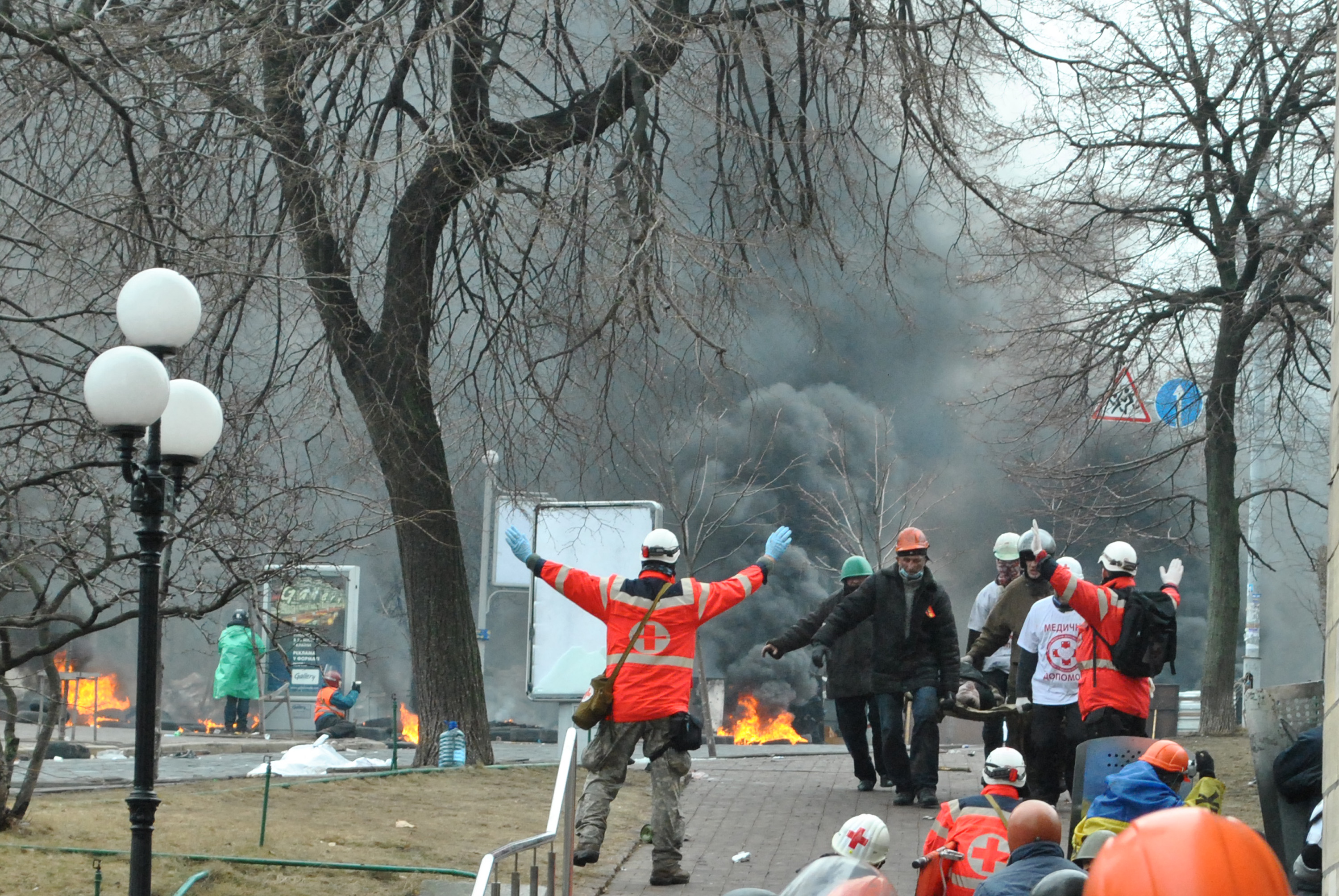
На носилках побратими виносять із передової Олександра Царька

З перших днів і до загибелі перебував на Майдані.
Належав до захисників першої сотні.
Олександр йшов у першій шерензі активістів, відтісняючи беркутівців від барикад.
Загинув біля Жовтневого палацу. Зламані ноги, рука, ребра, три кульових поранення — два в живіт і одне в груди. Без батька залишилося 5 дітей. Тіло ідентифіковане в готелі «Україна». Тіло перебувало на вул. Петра Запорожця, 26.

## Вшанування пам'яті
Панахида відбулася на центральній площі Василькова 22 лютого 2014 о 14 год.

### Нагороди
- Звання Герой України з удостоєнням ордена «Золота Зірка» (21 листопада 2014, посмертно) — за громадянську мужність, патріотизм, героїчне відстоювання конституційних засад демократії, прав і свобод людини, самовіддане служіння Українському народу, виявлені під час Революції гідності[2]
- Медаль «За жертовність і любов до України» (УПЦ КП, червень 2015) (посмертно)[3]